# Pierre-Marie Christin
Pierre-Marie Christin, né en 1953 à Paris, est un journaliste français.
Il est directeur adjoint de la rédaction d'Europe 1 à partir d'août 2008 et directeur délégué à partir de juillet 2009.

## Biographie
Après un DEA en droit public, Pierre-Marie Christin entre en 1977 à RTL où il est successivement reporter au service économique, présentateur des journaux, présentateur de la revue de presse (de 1981 à 1984), correspondant à Washington (1984-1986) et chef du service étranger (de 1987 à 1996). À partir de septembre 1996, il assure du lundi au jeudi une chronique Vous en parlerez, puis L'info sans frontières en 1999.
En mars 2001, Pierre-Marie Christin devient directeur adjoint de l'information de  RTL puis également directeur de la rédaction en novembre 2001. De janvier 2004 à juin 2005, il anime parallèlement Les auditeurs ont la parole, une émission de libre-antenne du lundi au vendredi de 13 h à 14 h.
En  janvier 2006, il quitte RTL pour devenir jusqu'en juin 2006 directeur adjoint de la rédaction de France Culture et responsable du Magazine de la rédaction.
En septembre 2006,  il rejoint Europe 1  pour présenter l'émission À l'air libre du lundi au mercredi et le vendredi, de 18 heures à 20 heures.
Après avoir quitté l'antenne en juillet 2007 pour devenir rédacteur en chef en septembre 2007, il devient en août 2008 directeur adjoint de la rédaction d'Europe 1 et chroniqueur dans la matinale présentée par Marc-Olivier Fogiel. Il est promu directeur délégué en juillet 2009. De septembre à décembre 2010, il présente une chronique nommée Ailleurs dans le monde, dans Europe 1 soir, du lundi au vendredi vers 19 h 20 et il remplace Nicolas Demorand lors de ses absences, pour Europe1 soir de 18 heures à 20 heures.[réf. souhaitée]
En juillet 2012, après avoir été écarté d'Europe 1 par son nouveau directeur Denis Olivennes, il prend la tête de France Info.
Il quitte France Info en mars 2014 pour raisons de santé.